# Cladonia rangiferina
Il lichene delle renne (Cladonia rangiferina) (L.) Weber ex F.H.Wigg. è una specie di lichene appartenente al genere Cladonia, dell'ordine Lecanorales.
Il nome deriva dal latino tardo rangifer, renna, il cui nome scientifico è Rangifer tarandus, proprio perché questa specie di lichene, insieme alle altre della sezione Cladina è il cibo preferito da questi artiodattili.
È in grado di sintetizzare vitamina D2 e D3 anche a latitudini molto alte (57-70°N - regioni sub-polari a vegetazione prevalente tundra) che viene così immessa nella catena alimentare.

## Caratteristiche fisiche
Il tallo primario di questa specie si presenta crostoso all'aspetto, e spesso non è presente. I podezi sono abbondantemente ramificati in tutte le direzioni, non hanno cortex e sono di colore grigio, tranne le ramificazioni più prossimali dei podezi che sono di colore bruno. Facilmente confondibile con le altre specie della sezione Cladina.

## Habitat
Presente in alta montagna, può formare estesi tappeti su terreno e in parte su roccia.

## Località di ritrovamento
La specie è cosmopolita, presente in parecchie località anche in modo diffuso.
In Italia, in senso generico si può definire abbastanza comune al nord a ridosso della catena alpina, mentre è alquanto rara in Italia centrale e in Sardegna. Più in particolare è stata rinvenuta nella parte settentrionale del Friuli, nel Veneto settentrionale, in tutto il Trentino-Alto Adige, nelle valli del versante nordorientale della Lombardia, in tutta la Valle d'Aosta, nelle valli dei versanti occidentale e settentrionale del Piemonte con diffusione alquanto comune; abbastanza rara in Liguria, sull'arco appenninico tosco-emiliano, umbro-marchigiano e in Sardegna.

## Tassonomia

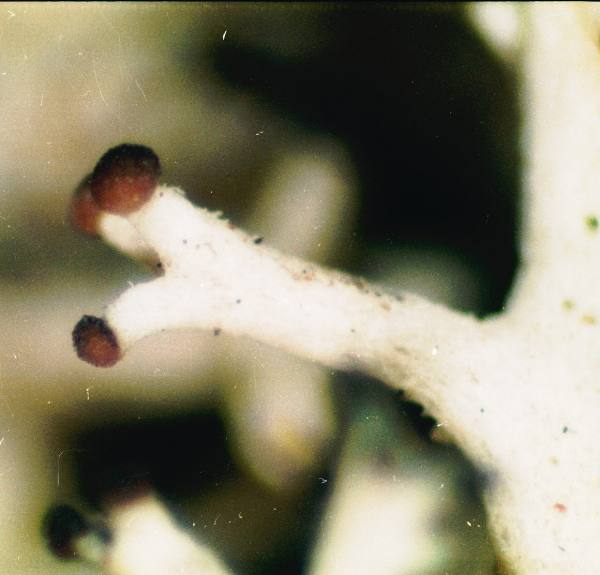
Cladonia rangiferina, podezi bruni

Questa specie attualmente appartiene alla sezione Cladina, più comunemente conosciuti come licheni delle renne e presenta le seguenti forme, sottospecie e varietà (al 2008):
- Cladonia rangiferina c rangiferina (L.) Weber ex F.H. Wigg. (1780).
- Cladonia rangiferina c sphagnoides Flörke.
- Cladonia rangiferina f. adusta
- Cladonia rangiferina f. bicolor Müll. Arg. (1879), (= Cladonia confusa f. bicolor).
- Cladonia rangiferina f. bicolor Räsänen (1932).
- Cladonia rangiferina f. caerulescens Schade (1956).
- Cladonia rangiferina f. crispata Coem.
- Cladonia rangiferina f. erythrocraea Britzelm.
- Cladonia rangiferina f. flavicans Flörke (1828), (= Cladonia ciliata var. tenuis).
- Cladonia rangiferina f. humilis Anders.

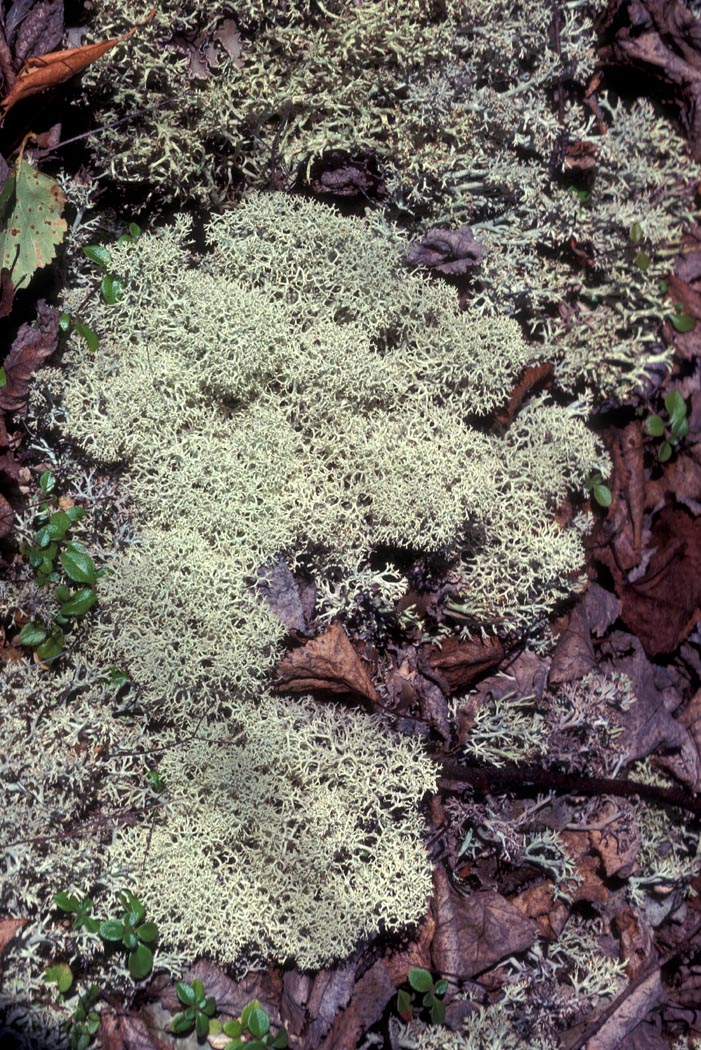
Cladonia rangiferina

- Cladonia rangiferina f. incrassata Schaer.
- Cladonia rangiferina f. leucosticta G. Merr.
- Cladonia rangiferina f. major
- Cladonia rangiferina f. moldavica Cretz. (1933).
- Cladonia rangiferina f. nivea Räsänen (1932).
- Cladonia rangiferina f. patula Flot. ex Sandst.
- Cladonia rangiferina f. prolifera Flot. ex Sandst.
- Cladonia rangiferina f. pumila Llimona & Hladun, nom. confus.
- Cladonia rangiferina f. rangiferina (L.) Weber ex F.H. Wigg. (1780).
- Cladonia rangiferina f. spumosa Flörke, (= Cladonia portentosa).
- Cladonia rangiferina f. stygia Fr. (1780), (= Cladonia stygia).
- Cladonia rangiferina f. subspumosa Abbayes (1963).
- Cladonia rangiferina f. tenuis Flörke (1828), (= Cladonia ciliata var. tenuis).
- Cladonia rangiferina f. tenuoir (Delise) Vain.
- Cladonia rangiferina f. umbellata Anders.
- Cladonia rangiferina subf. caerulea Schade (1957).
- Cladonia rangiferina subf. caerulescens Schade (1956).
- Cladonia rangiferina subf. rangiferina (L.) Weber ex F.H. Wigg. (1780).

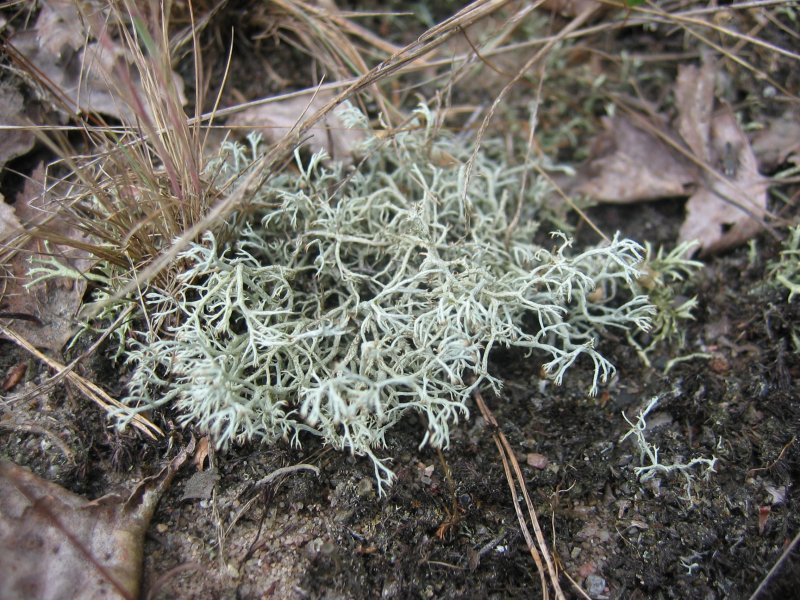
Cladonia rangiferina

- Cladonia rangiferina subsp. abbayesii (Ahti) Ahti & DePriest (2001).
- Cladonia rangiferina subsp. grisea Ahti (1961).
- Cladonia rangiferina subsp. rangiferina (L.) Weber ex F.H. Wigg. (1780).
- Cladonia rangiferina subsp. rangiferina var. rangiferina

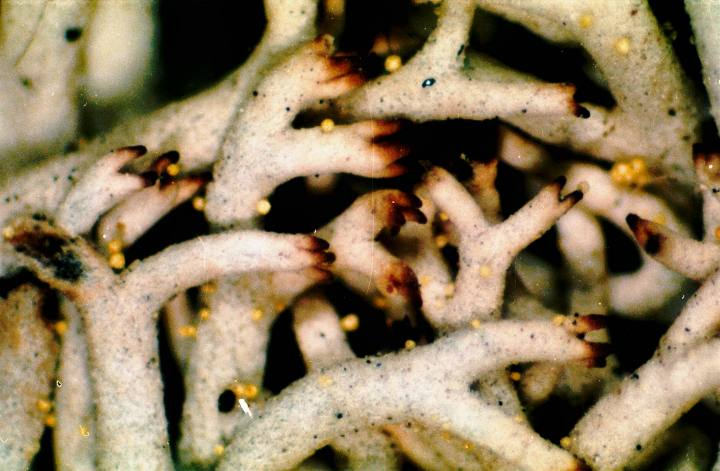
Cladonia rangiferina

- Cladonia rangiferina var. abbayesii Ahti (1961).
- Cladonia rangiferina var. alpestris Schrad.
- Cladonia rangiferina var. crispatula Nyl. (1869).
- Cladonia rangiferina var. intricata Müll. Arg. (1886).
- Cladonia rangiferina var. minor Michx. (1803).
- Cladonia rangiferina var. patagonica Kremp. (1877).

- Cladonia rangiferina var. pungens (Ach.) Wain.
- Cladonia rangiferina var. pycnoclada (Gaudich.) Nyl. (1860).
- Cladonia rangiferina var. rangiferina (L.) Weber ex F.H. Wigg. (1780).
- Cladonia rangiferina var. signata Eschw.
- Cladonia rangiferina var. tenuis Flörke.
- Cladonia rangiferina var. versicolor Elenkin.
- Cladonia rangiferina var. vicaria (R. Sant.) Ahti (1961).
- Cladonia rangiferina var. vulgaris Jatta.